# Antonio Taramelli
Antonio Taramelli, né le 14 novembre 1868 à Udine, mort le 7 mai 1939 à Rome, est un archéologue italien.

## Biographie
Antonio Taramelli qui est le fils du géologue Torquato Taramelli est surtout connu pour ses recherches en Sardaigne.
Après des études et une laurea en lettres à l'université de Pavie, il obtient le diplôme en archéologie auprès de la Scuola Nazionale di Archeologia (École Nationale d'Archéologie) et entreprend une carrière dans la recherche archéologique, de sauvegarde et conservation des biens culturels.
Il a été directeur du musée de Cagliari et a assumé la direction des fouilles archéologiques du territoire du chef-lieu sarde. Son champ de compétence a fini par concerner toute la région quand il devint « surintendant de Ire classe aux fouilles et musées archéologiques de Sardaigne ».
Il fut aussi actif dans le secteur académique et se dédia à l'enseignement à l'université de Cagliari occupant la chaire d'archéologie en tant que professeur. Il a été membre de l'Accademia dei Lincei et a été nommé sénateur du royaume d'Italie.

## Publications
- Appunti per lo studio delle stoviglie arcaiche esistenti nel Museo di Taranto, Parme, Tipografia Battei, 1894.
- Ricerche archeologiche cretesi, Rome, Tipografia della R. Accademia dei Lincei, 1899.
- Un tempio protosardo scoperto in Sardegna, « Le vie d'Italia », [19..], p. 1107-1112.
- Di un nuovo miliario sulla via Eporedia-Augusta Salassorum, Rome, s.n., 1900.
- Di una mola asinaria rinvenuta presso Rivoli, Turin, C. Clausen, 1900.
- Quelques stations de l'âge de la pierre: découvertes par l'ingénieur Pietro Gariazzo dans l'État indépendant du Congo, Paris, Masson et C., 1901.
- Broni: ripostiglio di monete consolari romane, rinvenute presso la frazione Rovescala, « Notizie degli scavi », fasc. 10, 1902, p. 476-478.
- Scritti, « Notizie e scavi », Rome, 1903-31.
- Fordongianus: Antiche terme di Forum Trajani, « Notizie degli scavi », fasc. 9, 1903, p. 470-502.
- La Sagra di san Michele alle Chiuse in valle di Susa, Rome, Direzione della Nuova Antologia, 1903.
- Stazione neolitica rumiano di Vayes in val di Susa, Parme, s.n., 1903.
- Sant'Antioco: iscrizione sepolcrale della necropoli dell'antica Sulcis, « Notizie degli scavi », fasc. 10, 1903, p. 535-536.
- Teulada: ripostiglio di monete imperiali romane ed altre antichità rinvenute presso il villaggio di Teulada, « Notizie degli scavi », fasc. 3, 1903, p. 95-97.
- Busachi: ricerche nelle tombe scavate nella roccia, dette domus de janas, in località Sa Pardischedda e Campumaiore, »Notizie degli scavi », fasc. 5, 1904, p. 210-219.
- Das Archaologische Museum zu Cagliari, Berlin, Georg Reimer, [1904?].
- Esplorazioni archeologiche e scavi nel promontorio di S. Elia, « Notizie degli scavi », fasc. 1, 1904, p. 37.
- Portotorres: rinvenimento di nuove iscrizioni romane dell'antica Turris Libisonis, Rome, Tipografia dell'Accademia dei Lincei, 1904.
- Terranova Pausania: ripostiglio di monete famigliari romane d'argento rinvenuto in regione Raica presso Canna Aglia, frazione di Terranova, nell'agro dell'antica Olbia, « Notizie degli scavi », fasc. 4, 1904, p. 159-170.
- Urzulei: statuette votive in bronzo d'arte sarda, rinvenute presso il villaggio di Urzulei, « Notizie degli scavi », fasc. 6, 1904, p. 229-237.
- Archeologia: aneddoti e noitzie, « Archivio Storico Sardo », 1, 1905, p. 111-121; 419-421.
- Scavi nella necropoli preistorica a grotte artificiali di Anghelu Ruju, Rome, Tipografia della Reale Accademia dei Lincei, 1905.
- Cagliari romana, « Archivio Storico Sardo », Cagliari, 1906, 2, p. 17-35.
- Cagliari romana, Cagliari, Stabilimento Tipografico Montorsi, 1906.
- Dolmen « Sa Perda 'e S'Altare » nel comune di Birori in provincia di Nuoro, Parme, Tipografia L. Battei, 1906.
- Giovanni Patroni, Nora colonia fenicia in Sardegna, Cagliari, Sassari, Tipografia G. Montorsi, 1906.
- Giuseppe Sergi, Crani antichi della Sardegna, recensione, Cagliari, Sassari, Tipografia G. Montorsi, 1906.
- Giuseppe Sergi, La Sardegna, note e commenti di un antropologo, Cagliari, Sassari, Tipografia G. Montorsi, 1906.
- Incisioni sopra monumenti preistorici nel Sulcis, Parme, Tipografia L. Battei, 1906.
- Iscrizioni bizantine della chiesa di S. Giovanni e della chiesa parrocchiale di S. Pietro, Rome, Accademia dei Lincei, 1906.
- Necropoli preistorica di Anghelu Ruju presso Alghero, Milan, Tipografia Rebeschini di Turati, 1906.
- Zeppara: scoperta di iscrizione di eta romana, « Notizie degli scavi », fasc. 5, 1906, p. 199-202.
- Adalbert Bezzemberger, i monumenti preistorici delle Baleari, « Archivio Storico Sardo », 3, 1907, p. 443-445.
- Scritti « Monumenti Antichi dei Lincei », Rome, 1907-31.
- Di alcuni monumenti epigrafici bizantini della Sardegna, « Archivio Storico Sardo », 3, 1907, p. 72-107.
- I Nuraghi della Sardegna: a proposito di una recente pubblicazione, Cagliari, Sassari, Tipografia Montorsi, 1907.
- L'altipiano della Giara di Gesturi in Sardegna ed i suoi monumenti preistorici, Rome, Accademia dei Lincei, 1907.
- I problemi archeologici della Sardegna: i nuraghes, [s.l., s.n.], dopo il 1907.
- Ake Eliaeson, contributo alla storia della Sardegna e della Corsica durante la prima guerra punica, recensione, Cagliari, Tipografia Montorsi, 1908.
- I Sanfilippo, Relazione sulla scoperta di una stazione preistorica nel comune di Gonnesa, « Archivio Storico Sardo », 4, 1908, p. 387.
- L'altipiano detta La Giara ed i suoi monumenti preistorici, Rome, Accademia dei Lincei, 1908.
- S. Antioco, scoperta di una statua imperatoria romana nell'area dell'antica Sulcia, [s.l.s.n.], [1908?].
- Scavi e scoperte di antichità puniche e romane nell'area dell'antica Sulcis, Rome, Tipografia della Reale Accademia dei Lincei, 1908.
- Scavi nella necropoli punica di S. Avendrace, a Cagliari: aneddoti e notizie, Cagliari, Tipografia G. Montorsi, 1908.
- Alghero: scoperte nella necropoli a grotte artificiali di Cuguttu, [s.l., s.n.], 1909.
- Cagliari: resti di edificio termale scoperti in regione Bonaria, « Notizie degli scavi », fasc. 4, 1909, p. 136-147.
- Il nuraghe di Palmavera presso Alghero, Rome, Tipografia della Reale Accademia dei Lincei, 1909.
- Notizie archeologiche: aneddoti e notizie, « Archivio Storico Sardo », 5, 1909, p. 130-136.
- Sardara: scoperta di una necropoli di età romana in regione "Masone Oneddu", « Notizie degli scavi », fasc. 9 (1909).
- Serri, scavi nella città pre-romana sull'altipiano di S. Vittoria, « Notizie degli scavi », fasc. 11, 1909, p. 413-423.
- Una città preistorica prot-sarda, Cagliari, Tipografia del Corriere dell'isola, 1909.
- Alghero: nuovi scavi nella necropoli preistorica a grotte artificiali di Anghelu Ruju, Rome, Accademia dei Lincei, 1910.
- Il nuraghe Lugherras presso Paulilatino, Rome, Tipografia della Reale Accademia dei Lincei, 1910.
- Notiziario archeologico della Regione sarda: aneddoti e notizie, « Archivio Storico Sardo », 6, 1910, p. 443-448.
- Notiziario archeologico della Regione sarda peril 1912, « Archivio Storico Sardo », 8, 1912, p. 367-372.
- Serri: ricerche nell'acropoli di Santa Vittoria e nel recinto sacro, « Notizie degli scavi », fasc. 7, 1911, p. 292-312.
- Terranova Pausania: avanzi dell'antica Olbia, rimessi a luce in occasione dei lavori di bonifica, « Notizie degli scavi », fasc. 5, 1911, p. 224-243.
- Ripostiglio di monete puniche in bronzo di Tadasune, « Archivio Storico Sardo », 8, 1912, p. 370-372.
- Guida al museo nazionale di Cagliari, Cagliari, Società tipografica sarda, 1914, 1915.
- Il tempio nuragico ed i monumenti primitivi di S. Vittoria di Serri, Cagliari, Rome, Tipografia della Reale Accademia dei Lincei, 1914.
- La collezione di antichità sarde dell'ing. Leone Gouin, Rome, E. Calzone, 1914.
- Notiziario archeologico per l'anno 1914, « Archivio Storico Sardo », 10, 1914, p. 414-417.
- Tomba arcaica con statuette in bronzo di arte protosarda scoperta a Sardara (Cagliari), Parme, Tipografia Federale, 1914.
- Notizie degli scavi relative alla Sardegna, « Notizie degli scavi », fasc. 4, 1915, p. 90-136.
- Ripostiglio di grandi bronzi imperiali di Villaurbana (Cagliari), Milano, Casa Editrice L. F. Cogliati, 1915.
- Scoperta di un ripostiglio di bronzi di età preromana a monte de sa Idda: Decimoputzu (Cagliari), [Roma, Tipografia Accademia dei Lincei, 1915].
- Bonorva: di una città nuragica del Logudoro, « Notizie degli scavi », fasc. 10, 1916, p. 333-334.
- I problemi archeologici della Sardegna primitiva, Rome, 1916.
- Iglesias: frammento di un nuovo miliario della via romana da Carales a Sucis, rinvenuto in regione Corongiu, « Notizie degli scavi », fasc. 5, 1916, p. 187-190.
- Il nuraghe di Santa Barbara in Villanova Truscheddu, Rome, Tipografia della Reale Accademia dei Lincei. 1916 (oggi in ed. anast. Cagliari, Trois, 1970).
- Il nuraghe Losa, « Notizie degli scavi », 7, 1916 (oggi in ed. anast. Cagliari, Trois 1970).
- Note sulla civiltà protosarda, Parme, Tipografia Federale, 1916.
- Notiziario archeologico, Cagliari, Società Tipografica Sarda, 1916.
- Ricerche nel Nuraghe Losa nel comune di Abbasanta, Rome, Tipografia della Reale Accademia dei Lincei, 1916.
- Testimonianze preistoriche del carattere guerresco dei sardi, « Pro Sardegna », II, 1, 15 gennaio 1916.
- Gonnesa: Indagini nella cittadella nuragica di Serrucci, Rome, Accademia dei Lincei, 1917.
- Ripostiglio di monete spagnuole d'argento rinvenuto presso la Madonna del Rimedio (Oristano), Milano, Cogliati, 1917.
- Dalla Sardegna nuragica, punica e romana: Cabras, Decimoputzu e Berchidda, Rome, Accademia dei Lincei, 1918.
- Forma in pietra per fondere accette a doppio tagliente proveniente dalla grotta di Ursulei, Parme, Tipografia « La bodoniana », 1918.
- Il tempio nuragico di S. Anastasia in Sardara (prov. di Cagliari), Rome, Tipografia della Reale Accademia dei Lincei, 1918.
- Tempio Pausania: statuetta in bronzo d'arte protosarda, rinvenuta a Monte Balaiana, nella Gallura, « Notizie degli scavi », fasc. 1-3, 1918, p. 73-79.
- Fortezze, recinti, fonti sacre e necropoli preromane nell'agro di Bonorva, Rome, Accademia dei Lincei, 1919 (oggi in ed. anast. Cagliari, 3T, 1978).
- Ricerche ed esplorazioni nell'antica Cornus nel comune di Cuglieri, Rome, Tipografia della Reale Accademia dei Lincei, 1919.
- Culti e riti protosardi e protosiculi, Catania, Officina Arti Grafiche V. Giannotta, 1920.
- Scoperte archeologiche sarde, Rome, Tipografia della Reale Accademia dei Lincei, 1920.
- Tempio protosardo scoperto a Ballao nel Gerrei in regione Sa funtana coperta, Rome, Tipografia della Reale Accademia dei Lincei, 1920.
- Terranova Pausania: suppellettile domestica di vasi in bronzo dell'agro olbiense, « Notizie degli scavi », fasc. 1-3, 1920.
- Lotzorai: ripostiglio di oggetti di bronzo di età preromana, rinvenuto in regione « Genna Tramonti », « Notizie degli scavi », fasc. 10-11, 1921, p. 497-500.
- Nuove scoperte sull'acropoli nuragica di S. Maria della Vittoria di Serri, « Reale Accademia dei Lincei », fasc. 1-3, vol. 30, 6 febbraio 1921.
- Nuovo ripostiglio di bronzi imperiali romani rinvenuto in Sardegna, Milano, Varese, Amedeo Nicola & C., 1921.
- Il ripostiglio dei bronzi nuragici di Monte Sa Idda: Decimoputzu (Cagliari), Rome, Accademia dei Lincei, 1921.
- Francesco Flumene, Un po' più di luce sul problema genetico dei Nuraghes di Sardegna, « Archivio Storico Sardo », 14, 1922, p. 369-380.
- Ozieri: Ripostiglio di armi e strumenti in bronzo di età nuragica, rinvenuto in regione Chilivani, « Notizie degli scavi », fas. 7-9, 1922, p. 288-338.
- Elmas: Tombe ed avanzi di età romana rinvenuti in regione Giulacqua, « Notizie degli scavi », fasc. 7-9, 1923, p. 289-294.
- Il R. Museo Archeologico di Cagliar, [s.l.s.n.], 1923.
- Incrementi del museo nazionale di Cagliari, Milano, Rome, Bestetti & Tuminelli, [1923?].
- Nils Aoberg, La civilisation eneolithique dans la péninsule ibérique, recensione, « Bullettino di paletnologia italiana », XLIII, fasc. 2-3, 1923.
- Nuovi scavi sull'acropoli nuragica della Giara di Serri, Milano, Rome, Bestetti & Tuminelli, [1924?].
- Perfugas (Sassari): Tempietto a pozzo di carattere preromano scoperto nell'abitato, « Notizie degli scavi », fasc. 10-12, 1924, p. 523-533.
- Ripostiglio di armi e strumenti in bronzo di età nuragica rinvenuto a Chilivani (Ozieri) in provincia di Sassari, Rome, s.n., 1924.
- Chiaramonti: Navicella votiva protosarda rinvenuta a Nuraghe Spiena, Rome, Tipografia Bardi, 1925.
- Scavi archeologici nella Sardegna durante l'anno 1924, Milano, Rome, Bestetti & Tuminelli, 1925.
- Alberto La Marmora e le antichità della Sardegna, « Il nuraghe », III-IV, 35, 31 gennaio 1926, p. 4-13.
- Cagliari: Ricerche nella cripta detta il carcere di S. Efisio, Rome, Tipografia Bardi, 1926.
- Il convegno archeologico in Sardegna, Milano, Rome, Bestetti & Tuminelli, [1926?].
- La ricerca archeologica in Sardegna, « Il Convegno archeologico in Sardegna », Reggio Emilia, 1926.
- Sarrok: scavi nel nuraghe sa domu 'e s'orcu, Rome, Tipografia Accademia dei Lincei, 1926.
- Aggius: Ripostiglio di denarii romani rinvenuto nei lavori della strada di Badesi, Rome, Tipografia Bardi, 1927.
- Arbus: Tomba a poliandro in regione Fontanazzu di tipo protosardo, con materiali punici e romani, Rome, Tipografia Bardi, 1927.
- Come ho conosciuto D. Lovisato, « Mediterranea », I, 11-12, dicembre 1927, p. 3-6.
- Il convegno archeologico sardo, Milano, Rome, Il popolo d'Italia, [1927?].
- La collezione di merletti e tessuti sardi di Amilcare Dallai, Milano, Rome, Bestetti & Tuminelli, [1927?].
- Mara Calagonis: tomba cristiana con iscrizione opistografa rinvenuta presso l'abitato dell'antica Calagonis, Rome, Accademia dei Lincei, 1927.
- Un eroe sardo del secolo VI dell'età nostra, Cagliari, Tipografia G. Ledda, 1927.
- Gonnoscodina: Ripostiglio di grandi bronzi imperiali scoperto in regione Saleris, Rome, Accademia dei Lincei, 1928.
- Nule: ripostiglio di bronzi nuragici, Rome, Tipografia Bardi, 1928.
- Un omaggio delle Civitates Barbariae di Sardegna ad Augusto, Rome, s.n., 1928.
- Abbasanta: Terzo di soldo d'oro di Tiberio III Absimare, rinvenuto presso il nuraghe Aiga, Rome, Tipografia Bardi, 1929.
- Cagliari: Iscrizioni funerarie di età romana rinvenute nelle necropoli caralitane, Rome, Tipografia Bardi, 1929.
- Foglio 208: Dorgali, a cura della R. Soprintendenza alle antichità di Cagliari, rilevamento e compilazione del prof. A. Taramelli, Firenze, R. Istituto Geografico Militare, 1929.
- Foglio 216: Capo San Marco, a cura della R. Soprintendenza alle antichità di Cagliari, rilevamento e compilazione del prof. A. Taramelli, Firenze, R. Istituto Geografico Militare, 1929.
- Il santuario nuragico di Serri ed i rapporti tra la Sardegna e la penisola iberica, Rome, s.n., [1929?].
- Ripostiglio di bronzi sardi scoperto a Nule (Sassari), Roma,.s.n., 1929.
- Sardi ed etruschi, Firenze, Tipografia Classica, 1929.
- Cagliari: cenni storici, bellezze artistiche e panoramiche, Cagliari, Consiglio Provinciale dell'economia, Sezione del turismo, 1930.
- I nuraghi e i loro abitatori, Rome, Istituto nazionale LUCE, 1930.
- Per le nozze di S. A. R., il Principe di Piemonte, « Mediterranea », IV, 1, gennaio 1930, p. 40-48.
- Ripostiglio di monete Bolognesi, Spagnole, Milanesi e Sarde scoperto a Gesturi (Cagliari), Rome, Istituto Italiano di Numismatica, 1930.
- Sassari: avanzi di villa rustica romana in località "li Peri di Abozzi" a Badde Rebuddu nella Nurra, Rome, Tipografia Bardi, [1930].
- Foglio 194: Ozieri, a cura della R. Soprintendenza alle antichità di Cagliari, rilevamento e compilazione del prof. A. Taramelli, Firenze, R. Istituto Geografico Militare, 1931.
- Foglio 207: Nuoro, a cura della R. Soprintendenza alle antichità di Cagliari, rilevamento e compilazione del prof. A. Taramelli, Firenze, R. Istituto Geografico Militare, 1931.
- La penetrazione militare e politica romana nel centro della Sardegna, Rome, p. Cremonese, 1931.
- Nuove ricerche nel santuario nuragico di Santa Vittoria di Serri, Rome, Tipografia Bardi, 1931.
- Il R. Museo G.A. Sanna di Sassari, Cagliari, Tipografia G. Ledda, 1932.
- Riola (Cagliari): ripostiglio di grandi bronzi imperiali rinvenuti in regione Is Benas, Rome, Tipografia della Reale Accademia dei Lincei, 1932.
- Gli studi archeologici in Sardegna, Cagliari, Tipografia G. Ledda, 1932.
- Alcuni rapporti tra la civiltà nuragica e quella minoica, Rome, s.n., 1933.
- Dorgali: Esplorazioni archeologiche nel territorio del comune, in Atti della Reale Accademia Nazionale dei Lincei, « Notizie degli scavi di antichità », 7-9, vol. 9, 1933, p. 348-380.
- Foglio 195: Orosei, a cura della R. Soprintendenza alle antichità di Cagliari, rilevamento e compilazione del prof. A. Taramelli, Firenze, R. Istituto Geografico Militare, 1933.
- Il nuovo museo di Sassari G. A. Sanna, Scansano, Tipografia Editoriale degli Olmi, 1933.
- Orgosolo: rinvenimento fortuito di un deposito votivo in località Orulu, Rome, Tipografia Bardi, 1933.
- Bithia città punica della Sardegna, « Mediterranea », VIII, 3-4, aprile 1934, p. 3-10.
- Bultei: Ripostiglio di bronzi carataginesi, rinvenuto in località Salaro, Rome, Accademia dei Lincei, 1934.
- Le fonti classiche ricordano i nuraghi?, Napoli, Torella, 1934.
- Tempietto protosardo del Camposanto di Olmedo (Sassari), Rome, s.n., [1934?].
- Antichissime vicende dell'uomo sardo, Cagliari, S.E.I., 1935.
- Corrado Ricci e l'esplorazione archeologica in Sardegna, Rome, Istituto di archeologia e di storia dell'arte, 1935.
- Foglio 205, Capo Mannu; Foglio 206, Macomer, a cura della R. Soprintendenza alle antichità di Cagliari, rilevamento e compilazione del prof. A. Taramelli, Firenze, R. Istituto Geografico Militare, 1935.
- « Tana Bertrand » (Val Taggia) e l'eneolitico ligure, Rome, s.n., 1935.
- Prima età del ferro nel novarese, Rome, s.n., 1935.
- Osservazioni sulle sedi romane in Sardegna, in Atti del III congresso nazionale di studi romani, [s.l., s.n., s.d.], p. 369-377.
- Il R. Museo nazionale e la Pinacoteca di Cagliari, Rome, La libreria dello Stato, XIV E.F. [1936].
- l'uso del sughero nell'antichità, Sassari, Gallizzi, 1936.
- Roma ricostruttrice in Sardegna, Rome, Istituto di Studi Romani, 1936.
- Relazioni di Roma con l'elemento punico nella Sardegna, Rome, Istituto di Studi Romani, 1936.
- Figure del Risorgimento in Sardegna, discorso, « Celebrazioni sarde », 2-27 ottobre 1937, p. 341-369.
- La Sardegna, isola straniera al mare, « Le vie d'Italia », 1937, p. 292-300.
- Relazioni di Roma con l'elemento punico nella Sardegna, [Roma], Istituto di Studi Romani, 1938.

## Sources
- (it) Cet article est partiellement ou en totalité issu de l’article de Wikipédia en italien intitulé « Antonio Taramelli » (voir la liste des auteurs).